# Alan McIntyre
Alan Lionel McIntyre (ur. 20 września 1949 w Wanganui) – nowozelandzki hokeista na trawie. Złoty medalista olimpijski z Montrealu.
Zawody w 1976 były jego drugimi igrzyskami olimpijskimi. Debiutował w 1968. Łącznie rozegrał 14 spotkań (1 gol).